# Semiothisa infuscaria
Semiothisa infuscaria är en fjärilsart som beskrevs av Hans Rebel 1910. Semiothisa infuscaria ingår i släktet Semiothisa och familjen mätare. Inga underarter finns listade i Catalogue of Life.